# Szitré
Szitré (vagy Szatré; „Ré leánya”) ókori egyiptomi királyné a XIX. dinasztia idején; a dinasztia első fáraója, I. Ramszesz felesége, I. Széthi anyja.
Egy Taniszban talált, II. Ramszesz korabeli sztélé Széthi anyjaként egy Tia nevű nőt, Ré énekesnőjét mutat. Ez a sztélé egy Horemheb uralma alatt játszódó jelenetet ábrázol: amint Széthi vezír, Paramesszu vezír (a későbbi I. Ramszesz) fia Széth istent ünnepli. Lehetséges, hogy Tia és Szitré ugyanaz a személy, és Tia férje trónra léptekor vette fel a királyibb hangzású Szitré nevet. Ezt bizonyíthatja, hogy Széthi lányának neve is Tia volt, Ramszesz egyik lányát pedig Tia-Szitrének hívták.
Szitrének szobra áll fia abüdoszi templomában. Sírja a Királynék völgye 38-as számú sír; díszítése befejezetlen maradt, csak az alakok körvonalait vázolták fel. Az egyenes tengelyű, mindössze két helyiségből álló sír díszítése isteneket ábrázol és a királynét, amint egy naosz előtt ül.
Címei: A király felesége (ḥm.t-nỉswt), Szeretett nagy királyi hitves (ḥm.t-nỉswt-wr.t mrỉỉt=f), A Két Föld úrnője (nb.t-t3.wỉ), Alsó- és Felső-Egyiptom asszonya (ḥnwt-šmˁw-mḥw), Örökös hercegnő (ỉrỉỉ.t-pˁt), Nagy kegyben álló (wr.t-ḥzwt), Édes szeretetű (bnr.t-mrwt), A tisztelet úrnője (nb.t-ỉm3.t), A király nagy anyja (mwt-nỉswt wr.t), Az isten anyja (mwt-nṯr), Az isten felesége (ḥm.t-nṯr).